# Satara Murray
Satara Murray (Brooklyn, New York; 1 de julio de 1993) es una futbolista jamaiquina nacida en Estados Unidos. Juega como defensora en el Racing Louisville de la National Women's Soccer League (NWSL) de Estados Unidos.

## Estadísticas

### Clubes
| Club              | País           | Año             |
| ----------------- | -------------- | --------------- |
| Liverpool         | Inglaterra     | 2015 - 2019     |
| Houston Dash      | Estados Unidos | 2019            |
| Kolbotn           | Noruega        | 2020            |
| FC Austin Elite   | Estados Unidos | 2021            |
| Bristol City      | Inglaterra     | 2021 - 2022     |
| Racing Louisville | Estados Unidos | 2022 - presente |